# Bachenberg
Bachenberg là một xã thuộc huyện Altenkirchen, bang Rheinland-Pfalz, phía tây nước Đức. Xã Bachenberg có diện tích 1,67 km², dân số thời điểm ngày 31 tháng 12 năm 2006 là 118 người.